# Sofía Dellapórta
Pour les articles homonymes, voir Della Porta.
Sofía Dellapórta (en grec moderne : Σοφία Δελλαπόρτα, ou Sophia Dellaporta, fl.  dans les années 1850 à 1880) est une compositrice grecque.

## Biographie
Son Recueil musical est publié à Leipzig en août 1877 et est constitué de huit compositions portant les noms de divers héros de la guerre d'indépendance grecque de 1821. La collection remporte un prix au troisième Concours des compositeurs grecs, organisé à Athènes à l'occasion de l'exposition olympique 1875.